# Frisa
Frisa är en ort och kommun i provinsen Chieti i regionen Abruzzo i Italien. Kommunen hade 1 719 invånare (2018).